# Pompeu Trogo
Cneu Pompeu Trogo (em latim: Gnaeus Pompeius Trogus) foi um historiador galo-romanizado do século I a.C., pertencente à tribo dos vocôncios (Vocontii) da Gália Narbonense. Foi autor das Histórias Filípicas (Historiae Philippicae), um compêndio de história universal em 44 livros, hoje perdido, mas conhecido a partir do Epítome das Histórias Filípicas de Pompeu Trogo (Epitoma Historiarum Philippicarum Pompei Trogi), de Marco Juniano Justino (séc. II-IV) e dos chamados Prólogos. Estes são um conjunto de 44 resumos de poucas linhas que teria sido feito com base no conteúdo das Histórias Filípicas, provavelmente para facilitar a consulta de informações específicas em uma obra tão extensa. Comumente, edições do Epítome trazem também o texto dos Prólogos, e a comparação entre seu conteúdo permite entrever, em alguma medida, o que foi alterado por Justino.
Em seu prefácio, Justino traça elogios a Trogo, dizendo que ele "reuniu os feitos [realizados por todos os séculos, reis, nações e povos] em tomos divididos pelo tempo e pelo encadeamento dos fatos com omissão dos que eram sem proveito" e chamando-o de "um homem de eloquência venerável" (uir priscae eloquentiae) e de portador de uma "audácia hercúlea" (herculea audacia), por se ter dedicado a uma empresa tão extensa como a de narrar a história da humanidade. O abreviador também faz referência direta ao estilo de Trogo no livro 38 e a sua origem e família no livro 43.
Trogo também escreveu Sobre os animais (De animalibus), uma obra em que teria imitado Aristóteles, contudo, restam-lhe poucos fragmentos, principalmente em Plínio, o Velho. 